# آدم يونغ
آدم يونغ (بالإنجليزية: Adam Young) (و. 1986  م) هو موسيقي، ومغن مؤلف، ومغني أمريكي، ولد في أواتونا، يستخدم آلات آلة مفاتيح.

## جوائز
حصل على جوائز منها:
- جائزة آني.

## وصلات خارجية
- آدم يونغ على موقع IMDb (الإنجليزية)
- آدم يونغ على موقع ميوزك برينز (الإنجليزية)
- آدم يونغ على موقع ديسكوغز (الإنجليزية)
- آدم يونغ على موقع قاعدة بيانات الفيلم (الإنجليزية)

- آدم يونغ في قاعدة بيانات الأفلام على الإنترنت